# Portada/efemèride juny 20
Marca d'impressor de Joaquín Ibarra.
« 19 de juny · 20 de juny · 21 de juny »